# Province géologique de Basin and Range

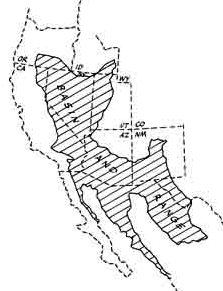
Carte de l'étendue de la province aux États-Unis et au Mexique.

La province géologique de Basin and Range est une vaste région physiographique, d'une superficie d'environ 440 000 km2, située dans le Sud-Ouest des États-Unis et le Nord-Ouest du Mexique. Son nom désigne, en géologie, un type de relief caractérisé par des séries de petites chaînes de montagnes parallèles séparées par de larges vallées s'étendant parfois sur de grandes régions. La province comprend plusieurs déserts et zones arides et de nombreuses écorégions différentes.

## Géographie
La province s'étend de la Sierra Nevada à l'ouest au plateau du Colorado à l'est, et de la péninsule de Basse-Californie au sud au plateau du Columbia au nord. Elle recouvre pratiquement tout l'État du Nevada et une partie de la Californie, de l'Utah, de l'Idaho, du Nouveau-Mexique, de l'Arizona, du Texas et de l'Oregon, mais également des États du Mexique de Basse-Californie, de Sonora, de Chihuahua, de Coahuila et de Sinaloa.

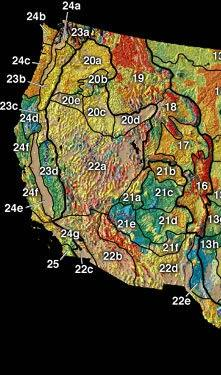
Carte des régions physiographiques de l'Ouest américain avec la province géologique de Basin and Range en 22.

Elle est subdivisée, du nord au sud, par le Grand Bassin (22a) incluant le désert Mojave, par le désert de Sonora (22b), par la dépression de Salton (22c), par le haut plateau mexicain (22d) et par les monts Sacramento (22e).

## Géologie

### Volcanisme
Jusqu'à la fin du Paléocène, la vitesse de rapprochement de la plaque Farallon et de la plaque nord-américaine était rapide et l'angle de subduction était important. Au cours de l'Éocène (55,8 ±0,2 à 33,9 ±0,1 Ma), les forces compressives de chevauchement responsables de l'orogenèse laramienne s'arrêtent et l'interaction entre les plaques devient décrochante. Le volcanisme apparaît à ce moment-là. Le charriage des reliquats de la plaque de Farallon se poursuit pendant environ 19 Ma, après quoi elle disparaît complètement et le volcanisme cesse presque définitivement. Du basalte à olivine émis par une dorsale océanique remonte à la surface et l'étirement crustal se met en place il y a 17 Ma environ,,,.

### Formation

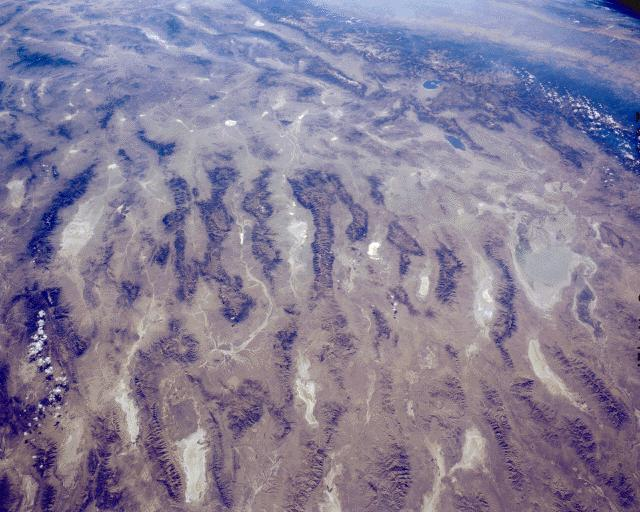
Vue aérienne du relief de Basin and Range dans le centre du Nevada, avec Walker Lake et Mono Lake, ainsi que la Sierra Nevada dans le coin supérieur droit de la photo.

La topographie de la province de Basin and Range est le résultat d'un rift ayant étiré la plaque nord-américaine. Le processus qui a conduit à la naissance de ce rift est encore mal expliqué, malgré plusieurs hypothèses. L'une de ces hypothèses serait la mise en place de grands décrochements ayant permis l'étalement de la chaîne laramienne (orogenèse du Laramide). Quoi qu'il en soit, la croûte terrestre a pu gagner 100 % de sa largeur initiale. De fait, la croûte sous Basin and Range, particulièrement sous le Grand Bassin, est une des plus fines au monde. Le long des failles orientées globalement nord/sud, les montagnes ont été soulevées et les vallées se sont enfoncées, produisant ce relief caractéristique tout en alternance de chaînes de montagnes linéaires et de bassins,. Les plaques tectoniques entre Reno et Salt Lake City se sont éloignées durant 80 millions d'années.

## Ressources naturelles
En plus de petites quantités de pétrole au Nevada, la province de Basin and Range fournit pratiquement tout le cuivre et la plupart de l'or, de l'argent et de la barite extraits aux États-Unis.